# Roldán
Roldán – miasto w Argentynie w prowincji Santa Fe.
W 2010 roku miasto liczyło 14,1 tys. mieszkańców.